# Broquiers
Broquiers est une commune française située dans le département de l'Oise, en région Hauts-de-France.

## Géographie

### Localisation

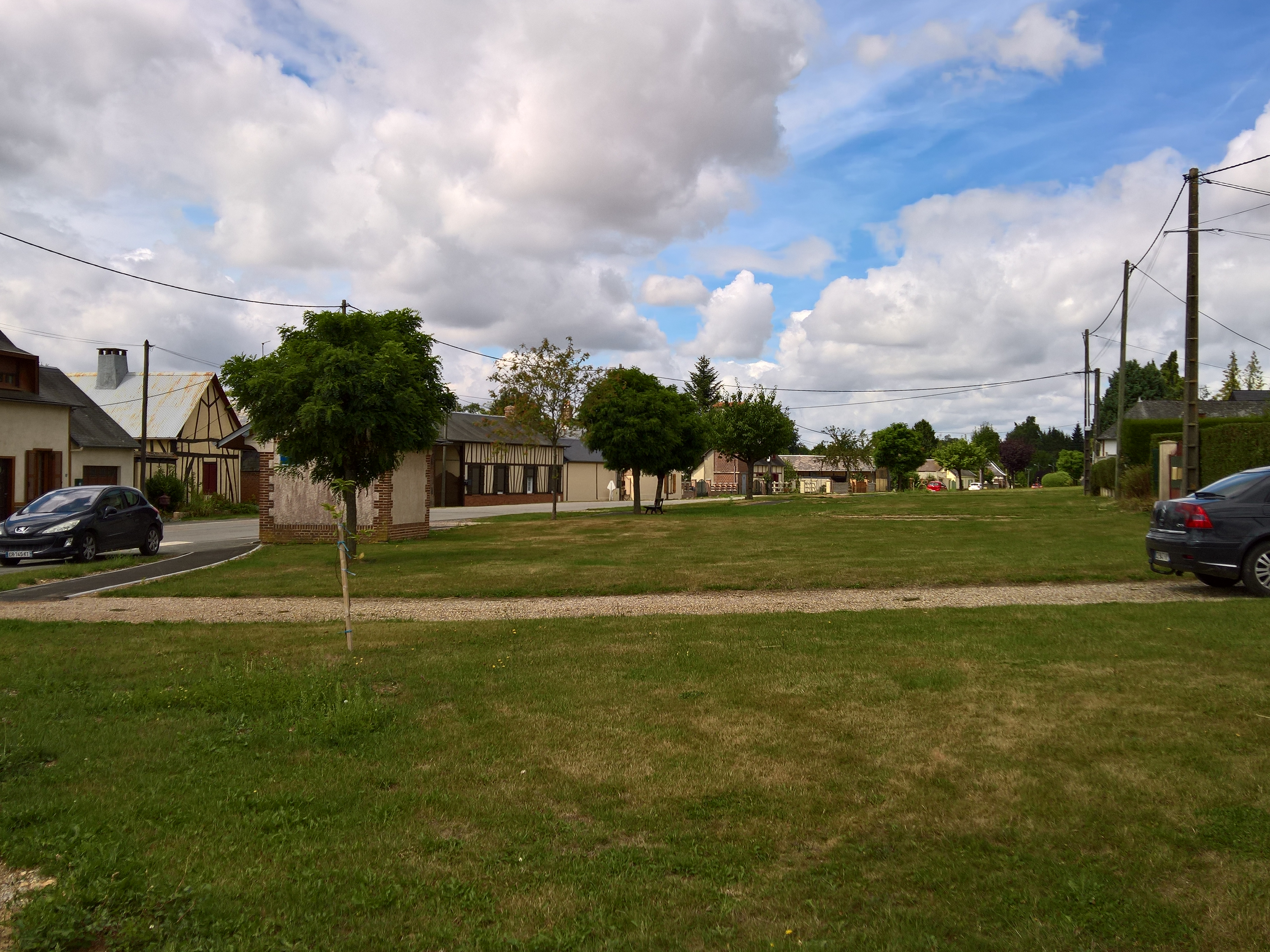
La rue du Village, depuis l'église.

Broquiers est un village rural du Plateau picard situe à l'extrémité ouest du département de l'Oise, à proximité des départements de la Seine-Maritime et de la Somme.
En 1850, Louis Graves indiquait que « Le territoire [communal] forme une bande longue de plus de.quatre kilimètres dans, la direction du sud-ouest au nord-est,tandisque la dimension opposée.offre à peine sur querlques points une étendue de trois cents mètres. Il constitue uneplaine découverte faiblement incliné vers le sud, dépourvu de sources, comme toute la plaine des environs de Formerie.
Le chef-lieu consiste en une seule rue large, sinueuse, parsemée de mares, dirigée du sud-ouest vers le nord-est.
Broquiers se trouve dans l'aire d'attraction de Beauvais ainsi que dans la zone d'emploi de cette ville, dans l'unité urbaine de Feuquières et dans le bassin de vie de Grandvilliers

### Communes limitrophes
Les communes limitrophes sont  Feuquières, Moliens, Romescamps, Saint-Arnoult et Sarcus.

### Géologie et relief
La superficie de la commune est de 2,92 km2 ; son altitude varie de 192  à   212 mètres.

### Hydrographie
La commune est traversée par la ligne de partage des eaux entre les bassins hydrographiques Artois-Picardie et Seine-Normandie. Elle n'est drainée par aucun cours d'eau.

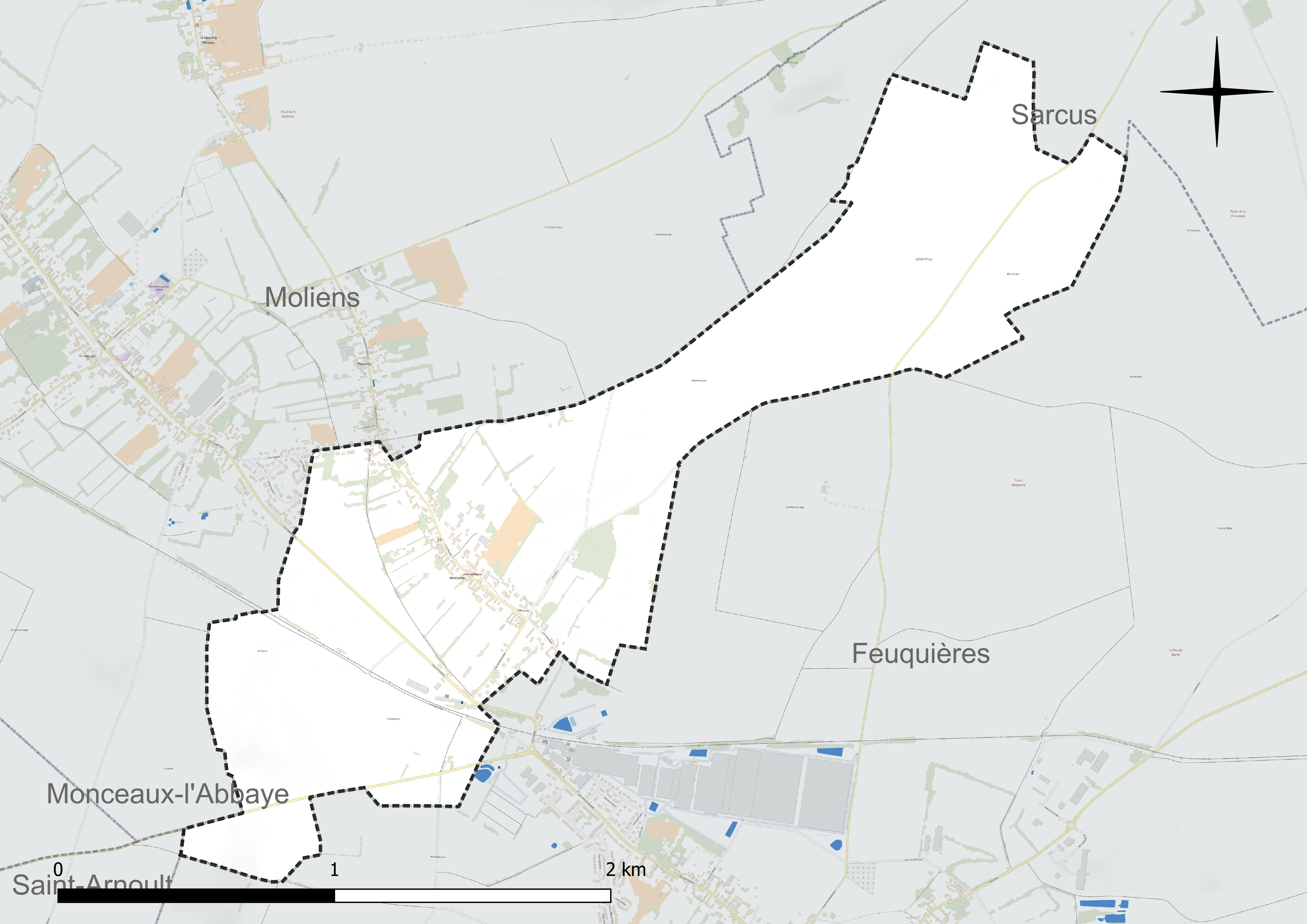
Réseau hydrographique de Broquiers.

### Climat
Pour des articles plus généraux, voir Climat des Hauts-de-France et Climat de l'Oise.
En 2010, le climat de la commune est de type climat océanique dégradé des plaines du Centre et du Nord, selon une étude du CNRS s'appuyant sur une série de données couvrant la période 1971-2000. En 2020, Météo-France publie une typologie des climats de la France métropolitaine dans laquelle la commune est exposée à un climat océanique et est dans la région climatique Côtes de la Manche orientale, caractérisée par un faible ensoleillement (1 550 h/an) ; forte humidité de l'air (plus de 20 h/jour avec humidité relative > 80 % en hiver), vents forts fréquents.
Pour la période 1971-2000, la température annuelle moyenne est de 9,6 °C, avec une amplitude thermique annuelle de 14,7 °C. Le cumul annuel moyen de précipitations est de 860 mm, avec 12,9 jours de précipitations en janvier et 8,9 jours en juillet. Pour la période 1991-2020, la température moyenne annuelle observée sur la station météorologique la plus proche, située sur la commune de Saint-Arnoult à 3 km à vol d'oiseau, est de 10,4 °C et le cumul annuel moyen de précipitations est de 797,2 mm,. Pour l'avenir, les paramètres climatiques de la commune estimés pour 2050 selon différents scénarios d'émission de gaz à effet de serre sont consultables sur un site dédié publié par Météo-France en novembre 2022.
| Mois                                  | jan.          | fév.           | mars           | avril         | mai           | juin          | jui.          | août         | sep.          | oct.          | nov.          | déc.           | année     |
| ------------------------------------- | ------------- | -------------- | -------------- | ------------- | ------------- | ------------- | ------------- | ------------ | ------------- | ------------- | ------------- | -------------- | --------- |
| Température minimale moyenne (°C)     | 1,1           | 1,2            | 2,7            | 4,5           | 7,4           | 10,5          | 12,3          | 12,4         | 10            | 7,9           | 4,5           | 1,7            | 6,3       |
| Température moyenne (°C)              | 3,5           | 4              | 6,5            | 9,6           | 12,4          | 15,8          | 17,9          | 17,7         | 14,9          | 11,4          | 7,1           | 4,1            | 10,4      |
| Température maximale moyenne (°C)     | 6             | 6,9            | 10,3           | 14,6          | 17,5          | 21,2          | 23,4          | 23           | 19,8          | 15            | 9,8           | 6,5            | 14,5      |
| Record de froid (°C) date du record   | −13 18.01.13  | −12,6 12.02.12 | −11,5 04.03.05 | −4,5 07.04.08 | −0,8 06.05.19 | 2,5 14.06.05  | 5 31.07.07    | 4,9 21.08.14 | 2,4 30.09.18  | −3,8 29.10.03 | −5,4 30.11.16 | −12,1 26.12.10 | −13 2013  |
| Record de chaleur (°C) date du record | 14,1 09.01.15 | 17,9 27.02.19  | 23,2 31.03.21  | 25,7 20.04.18 | 29,7 27.05.05 | 34,6 21.06.17 | 40,6 25.07.19 | 37 09.08.20  | 33,1 09.09.23 | 28,5 01.10.11 | 18,5 08.11.15 | 16,6 30.12.22  | 40,6 2019 |
| Précipitations (mm)                   | 75,3          | 63,3           | 65,8           | 45,8          | 68,1          | 53,2          | 58,7          | 70,2         | 50,8          | 70,4          | 78,5          | 97,1           | 797,2     |

#### Climat de la Picardie
| Mois                        | Jan  | Fév  | Mar   | Avr   | Mai   | Jui   | Jui   | Aoû   | Sep   | Oct   | Nov  | Déc  | Année  |
| Températures minimales (°C) | 1    | 1,1  | 2,7   | 4,4   | 7,6   | 10,3  | 12,2  | 12,2  | 10,4  | 7,7   | 3,9  | 1,8  | 6,3    |
| Températures maximales (°C) | 5,6  | 6,5  | 9,4   | 12,4  | 16,2  | 18,9  | 21,0  | 21,3  | 18,9  | 14,8  | 9,4  | 6,5  | 13,4   |
| Températures moyennes (°C)  | 3,3  | 3,8  | 6,0   | 8,4   | 11,9  | 14,6  | 16,6  | 16,7  | 14,7  | 11,3  | 6,7  | 4,2  | 9,8    |
| Ensoleillement (h)          | 52,6 | 81,3 | 114,0 | 165,6 | 199,0 | 209,7 | 215,4 | 207,8 | 151,5 | 113,7 | 74,4 | 47,5 | 1637,9 |
| Pluviométrie (mm)           | 59,2 | 48,3 | 55,0  | 48,1  | 53,6  | 61,8  | 57,4  | 57    | 68    | 71,8  | 81,2 | 70,2 | 731,5  |

### Milieux naturels et biodiversité
En 2022, la municikpalité lance un sondage auprès des habitants en vue de recenser les nids d'hirondelles existants et, eventuellement, d'implanter des nids artificiels pour accueillir ces oiseaux migrateurs

## Urbanisme

### Typologie
Au 1er janvier 2024, Broquiers est catégorisée commune rurale à habitat dispersé, selon la nouvelle grille communale de densité à sept niveaux définie par l'Insee en 2022.
Elle appartient à l'unité urbaine de Feuquières, une agglomération intra-départementale regroupant trois  communes, dont elle est une commune de la banlieue,,. Par ailleurs la commune fait partie de l'aire d'attraction de Beauvais, dont elle est une commune de la couronne,. Cette aire, qui regroupe 162 communes, est catégorisée dans les aires de 50 000 à moins de 200 000 habitants,.

### Occupation des sols

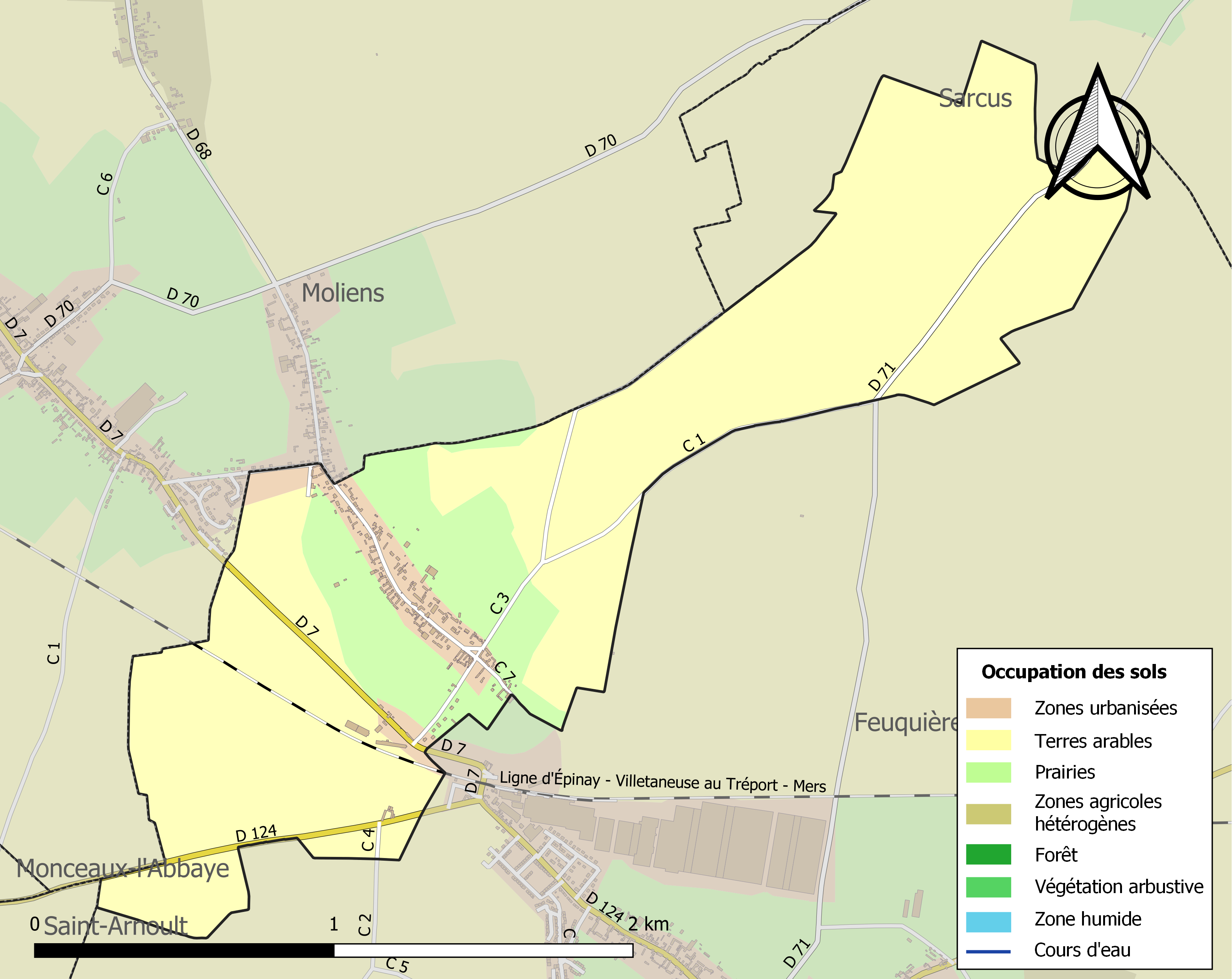
Carte des infrastructures et de l'occupation des sols de la commune en 2018 (CLC).

L'occupation des sols de la commune, telle qu'elle ressort de la base de données européenne d'occupation biophysique des sols Corine Land Cover (CLC), est marquée par l'importance des territoires agricoles (94,6 % en 2018), une proportion identique à celle de 1990 (94,6 %). La répartition détaillée en 2018 est la suivante : 
terres arables (79,4 %), prairies (15,2 %), zones urbanisées (5,4 %). L'évolution de l'occupation des sols de la commune et de ses infrastructures peut être observée sur les différentes représentations cartographiques du territoire : la carte de Cassini (XVIIIe siècle), la carte d'état-major (1820-1866) et les cartes ou photos aériennes de l'IGN pour la période actuelle (1950 à aujourd'hui).

### Habitat et logement
En 2020, le nombre total de logements dans la commune était de 110, alors qu'il était de 105 en 2015 et de 99 en 2010.
Parmi ces logements, 91,7 % étaient des résidences principales, 2,8 % des résidences secondaires et 5,5 % des logements vacants. Ces logements étaient pour 98,1 % d'entre eux des maisons individuelles et pour 1,9 % des appartements.
Le tableau ci-dessous présente la typologie des logements à Broquiers en 2020 en comparaison avec celle de l'Oise et de la France entière. Une caractéristique marquante du parc de logements est ainsi une proportion de résidences secondaires et logements occasionnels (2,8 %) supérieure à celle du département (2,4 %) mais inférieure à celle de la France entière (9,7 %). 
| Typologie                                               | Broquiers | Oise | France entière |
| ------------------------------------------------------- | --------- | ---- | -------------- |
| Résidences principales (en %)                           | 91,7      | 90,5 | 82,1           |
| Résidences secondaires et logements occasionnels (en %) | 2,8       | 2,4  | 9,7            |
| Logements vacants (en %)                                | 5,5       | 7,1  | 8,2            |

### Voies de communication et transports
La commune est desservie par la route départementale 919 (ex-route nationale 319).
La gare de Feuquières - Broquiers est située à proximité de la commune. Elle est desservie par des trains TER Hauts-de-France assurant des liaisons entre les gares de Beauvais, d'Abancourt et du Tréport - Mers.
La commune est desservie, en 2023, par les lignes 625, 6103, 6113, 6124 et 6151 du réseau interurbain de l'Oise.
Broquiers est située à 35 km de l'aéroport de Paris Beauvais Tillé, cependant il n'existe aucune liaison directe en transport en commun entre la commune et l'aéroport.

### Énergie
Depuis 2017, un projet de parc éolien de 11, éoliennes (ramené à 6 dans un deuxième temps) développé par une société de Montpellier Valeco était en cours sur la commune et a suscité des oppositions, notamment dans les communes voisines,. En novembre 2019, le préfet de l'Oise a refusé le permis de construire

## Toponymie
Le village est mentionné sous les formes suivantes, : 
- Broqueel, en 1149
- Bocheel, en 1150
- Brochehel, 1158 (Charte de Lannoy) ;
- Brocheel, 1170 (Charte de Lannoy, archives de l'Oise) ;
- Broqueel, 1200 (Beaupré) ;
- Brokeel (Charte de 1224, Beaupré) ou en 1203 ;
- Brocquer, en 1240
- Brocquet, Brocquer, vers 1420 ;
- Brocquiers, Broquiers, 1530 ;
- Broquié, vers 1560 (Titres terriers et féodaux).

Selon Émile Lambert (historien et linguiste français), le suffixe, -el, puis -ier tardif = ancien picard broquerel "échelon", ancien français brocherel, broquel, signifiant "pointe, croc"... vient "de la Broque" ancien picard et français broque, Broc ; du wallon broke "broche, pointe, fiche" du latin vulgaire brocca "pointu" ; ici sens de "pieu".
Mais l'origine du toponyme a un sens plus probable venant du bas latin (broca), rattaché à un celtique (Bruca) ou (bruga), qui désigne originellement la bruyère, lieu où abonde : la bruyère (Mémoire de la Société Académique de l'Oise, page 141, bibliothèque Gallica).
« En 1216, on mentionne sur le territoire de cette commune un triage (ancien français triege signifiant « canton de forêt », déformé aujourd'hui en triage; viendrait du latin trivium, souvent synonyme de terroir, lieu-dit ; Source : Toponymie du Département de l'Oise, Emile Lambert, 1963) connu sous le nom de Broquiel vetus ou « (le) vieux Broquiers » ; on distingue encore « (le) nouveau ou (le) jeune Broquiers » (Broquiel novum), (Le neuf broqueel) en 1454 ; ce ne sont que deux lieux-dits où l'on n'a jamais découvert aucune trace de construction ».

## Histoire

### Ancien Régime
Philippe de Dreux, donne le territoire de Broquiers vers 1216 à l'Abbaye Saint-Germer-de-Fly.
La paroisse  s'appelait Brochehel, puis jusqu'en 1755 ce qui est aujourd'hui constitue Broquiers était un hameau  de Feuquières[réf. nécessaire].
La seigneurie était partagée entre le marquisat de Feuquières et la commanderie templière de Sommereux. Elle intègre le marquisat de Sarcus en.1763 en même temps  que Moliens.et Feuquières.

### Époque contemporaine
En 1850, la commune dispose d'une école et compte une briqueterie formant un écart, près de la route. Quelque habitants tissent des toiles de serge ou de la Bonneterie.
En 1875, la commune est desservie par le chemin de fer grâce à la mise en service par la Compagnie des chemins de fer du Nord de la « station de Feuquières » située entre Feuquières et Broquiers, lors de la mise en service de la section de Saint-Omer à Abancourt de la ligne d'Épinay - Villetaneuse au Tréport - Mers (Paris - Beauvais - Le Tréport-Mers).
Cette gare est l'origine d'une ligne militaire construite à la fin de la Première Guerre mondiale, la ligne de Feuquières à Ponthoile, dont les 88 km constituaient une véritable rocade permettaient aux convois militaires alliés de rejoindre les lignes d'Amiens - Rouen et de Boulogne-sur-Mer à Abbeville et d'Abbeville au Tréport - Mers  sans passer sous le feu ennemi. Cette ligne, construite en moins de cent jours, servit lors des grandes offensives alliées de la fin de l'été et de l'automne 1918. Ayant peu d'intérêt civil, la ligne a été déposée en 1920,.

## Politique et administration

### Rattachements administratifs et électoraux

#### Rattachements administratifs
La commune se trouve depuis 1926 dans l'arrondissement de Beauvais du département de l'Oise
Elle faisait partie depuis 1801 du canton de Formerie. Dans le cadre du redécoupage cantonal de 2014 en France, cette circonscription administrative territoriale a disparu, et le canton n'est plus qu'une circonscription électorale.

#### Rattachements électoraux
Pour les élections départementales, la commune fait partie depuis 2014 du canton de Grandvilliers
Pour l'élection des députés, elle fait partie de la deuxième circonscription de l'Oise.

### Intercommunalité

La communauté de communes de la Picardie verte dans le département de l'Oise

Broquiers est membre de la communauté de communes de la Picardie verte, un établissement public de coopération intercommunale (EPCI) à fiscalité propre créé fin 1996  et auquel la commune a transféré un certain nombre de ses compétences, dans les conditions déterminées par le code général des collectivités territoriales.
Cette structure regroupe l'ensemble des communes des anciens cantons de Formerie, Grandvilliers et Marseille-en-Beauvaisis, ainsi que certaines communes du canton de Songeons.

### Liste des maires
| Période                                  | Période                        | Identité         | Étiquette | Qualité                          |
| ---------------------------------------- | ------------------------------ | ---------------- | --------- | -------------------------------- |
| Les données manquantes sont à compléter. |                                |                  |           |                                  |
|                                          |                                |                  |           |                                  |
| avant 1962                               |                                | E. Grugeon       |           |                                  |
|                                          |                                |                  |           |                                  |
| avant 1995                               | mai 2000                       | Michel Liebe     |           | Démissionnaire                   |
| mai 2000                                 | mars 2001                      | Bénédicte Dumont |           |                                  |
| mars 2001                                | En cours (au 30 novembre 2023) | Yolaine Delettre | DVD       | Réélue pour le mandat 2020-2026, |

## Population et société

### Démographie

#### Évolution démographique
L'évolution du nombre d'habitants est connue à travers les recensements de la population effectués dans la commune depuis 1793. Pour les communes de moins de 10 000 habitants, une enquête de recensement portant sur toute la population est réalisée tous les cinq ans, les populations de référence des années intermédiaires étant quant à elles estimées par interpolation ou extrapolation. Pour la commune, le premier recensement exhaustif entrant dans le cadre du nouveau dispositif a été réalisé en 2007.

En 2022, la commune comptait 238 habitants, en évolution de −0,42 % par rapport à 2016 (Oise : +0,87 %, France hors Mayotte : +2,11 %).
| 1793 | 1800 | 1806 | 1821 | 1831 | 1836 | 1841 | 1846 | 1851 |
| ---- | ---- | ---- | ---- | ---- | ---- | ---- | ---- | ---- |
| 200  | 195  | 206  | 206  | 219  | 239  | 235  | 232  | 254  |

| 1856 | 1861 | 1866 | 1872 | 1876 | 1881 | 1886 | 1891 | 1896 |
| ---- | ---- | ---- | ---- | ---- | ---- | ---- | ---- | ---- |
| 231  | 195  | 215  | 222  | 196  | 192  | 197  | 214  | 192  |

| 1901 | 1906 | 1911 | 1921 | 1926 | 1931 | 1936 | 1946 | 1954 |
| ---- | ---- | ---- | ---- | ---- | ---- | ---- | ---- | ---- |
| 225  | 227  | 222  | 226  | 200  | 168  | 202  | 214  | 200  |

| 1962 | 1968 | 1975 | 1982 | 1990 | 1999 | 2006 | 2007 | 2012 |
| ---- | ---- | ---- | ---- | ---- | ---- | ---- | ---- | ---- |
| 191  | 185  | 190  | 186  | 218  | 225  | 222  | 221  | 236  |

| 2017 | 2022 | - | - | - | - | - | - | - |
| ---- | ---- | - | - | - | - | - | - | - |
| 242  | 238  | - | - | - | - | - | - | - |

#### Pyramide des âges
La population de la commune est relativement jeune.
En 2018, le taux de personnes d'un âge inférieur à 30 ans s'élève à 34,2 %, soit en dessous de la moyenne départementale (37,3 %). À l'inverse, le taux de personnes d'âge supérieur à 60 ans est de 24,8 % la même année, alors qu'il est de 22,8 % au niveau départemental.
En 2018, la commune comptait 125 hommes pour 120 femmes, soit un taux de 51,02 % d'hommes, largement supérieur au taux départemental (48,89 %).
Les pyramides des âges de la commune et du département s'établissent comme suit.
| Hommes | Classe d’âge | Femmes |
| ------ | ------------ | ------ |
| 0,0    | 90 ou +      | 0,0    |
| 8,1    | 75-89 ans    | 9,2    |
| 13,8   | 60-74 ans    | 18,5   |
| 17,9   | 45-59 ans    | 16,8   |
| 23,6   | 30-44 ans    | 23,5   |
| 17,1   | 15-29 ans    | 10,9   |
| 19,5   | 0-14 ans     | 21,0   |

| Hommes | Classe d’âge | Femmes |
| ------ | ------------ | ------ |
| 0,5    | 90 ou +      | 1,4    |
| 5,5    | 75-89 ans    | 7,6    |
| 15,6   | 60-74 ans    | 16,3   |
| 20,8   | 45-59 ans    | 20     |
| 19,4   | 30-44 ans    | 19,4   |
| 17,6   | 15-29 ans    | 16,2   |
| 20,6   | 0-14 ans     | 19,1   |

## Culture locale et patrimoine

### Lieux et monuments
- Église Saints Côme et Damien[37], constituée d'une simple nef terminée par une abside à trois pans. Le mur sud, qui pourrait être du XVIe siècle est constitué d'un assemblage de damiers de grès et de silex. Le chœur et le mur nord, du XVIIe siècle sont en alternance de brique et de silex, et la sacristie est en briques rouges industrielles[38].

Le mobilier, très complet, est du XVIIIe siècle.

L'église Saint-Côme et Saint-Damien
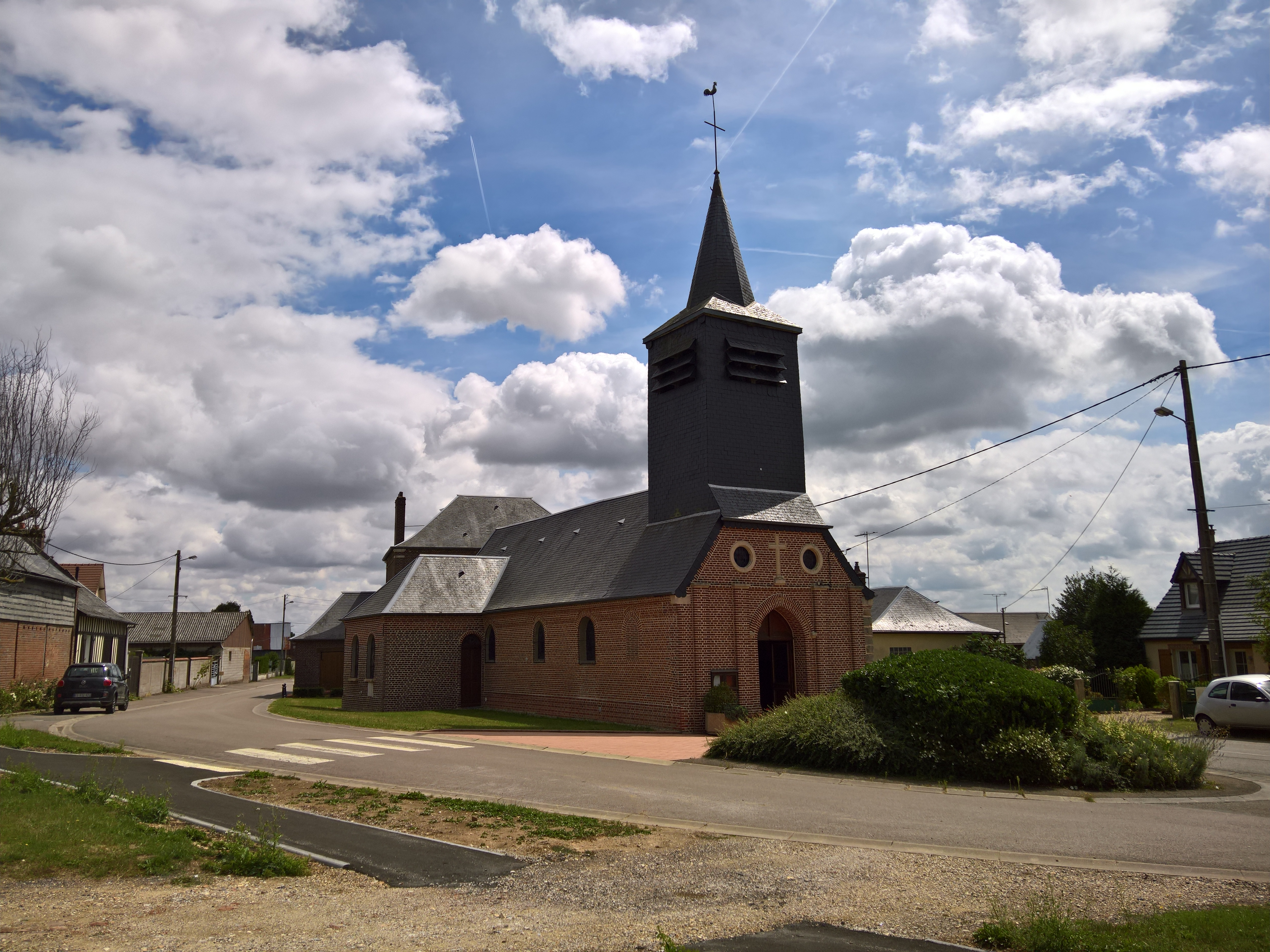
Vue générale
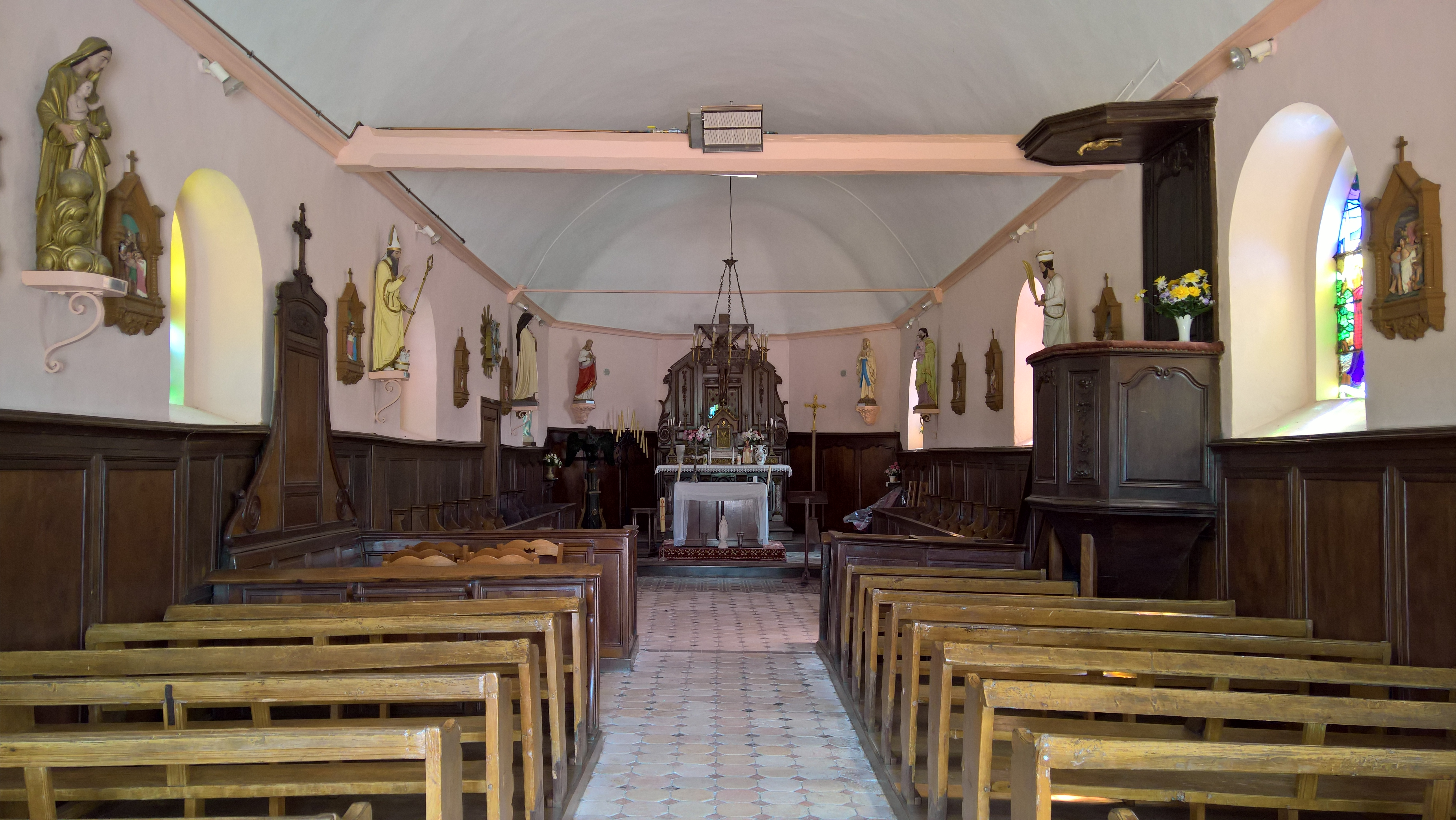
La nef
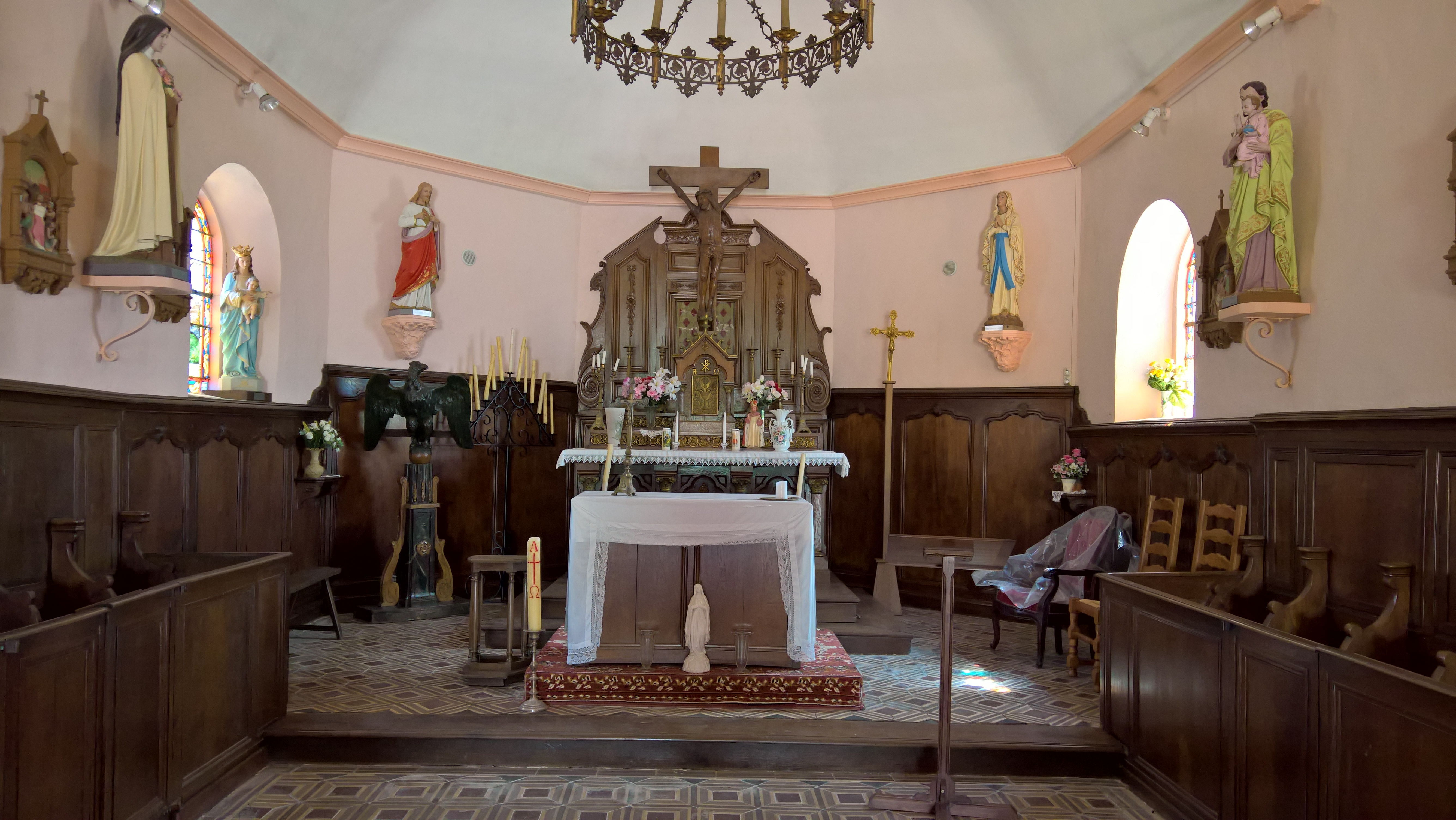
Le chœur
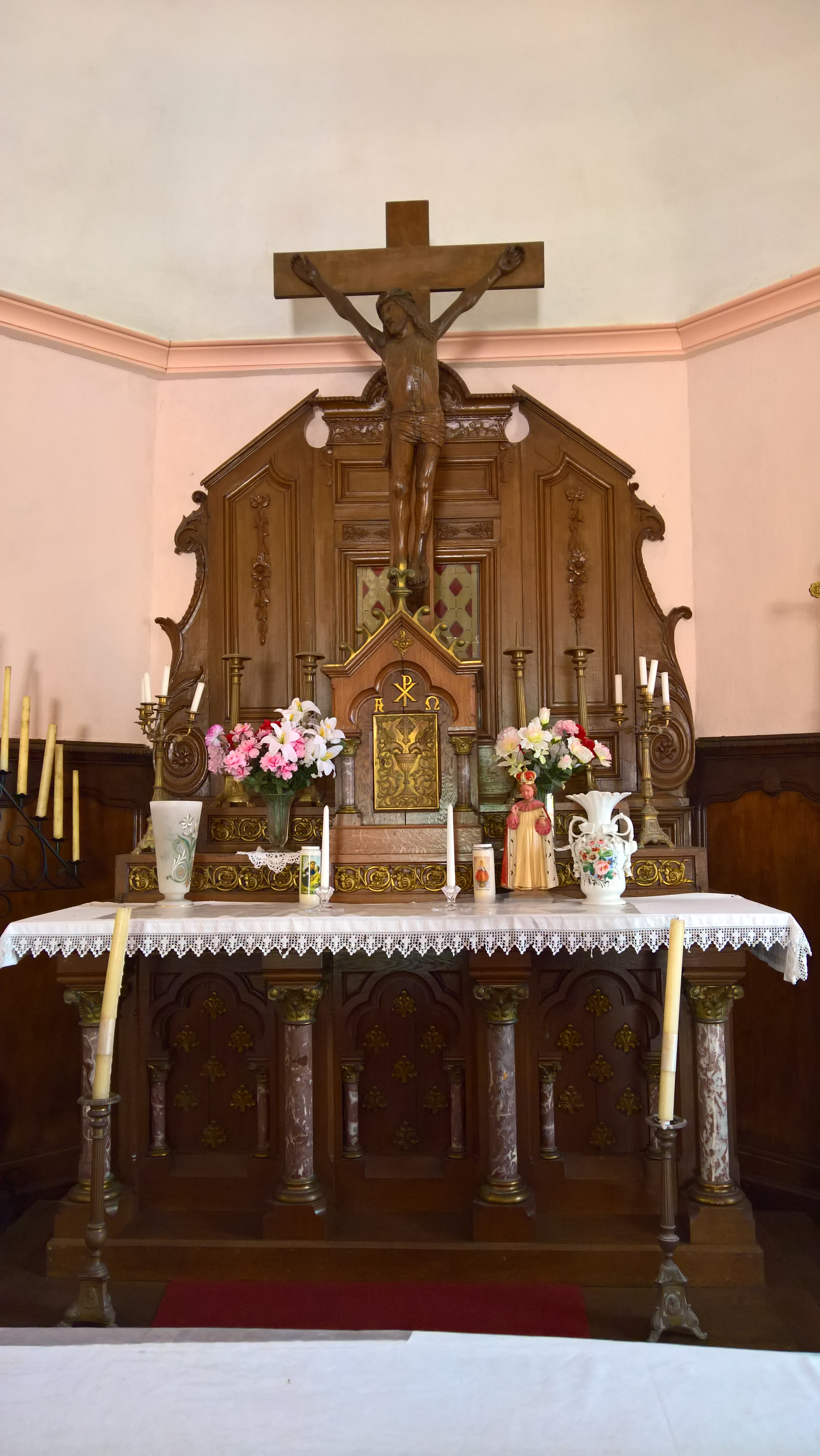
L'autel
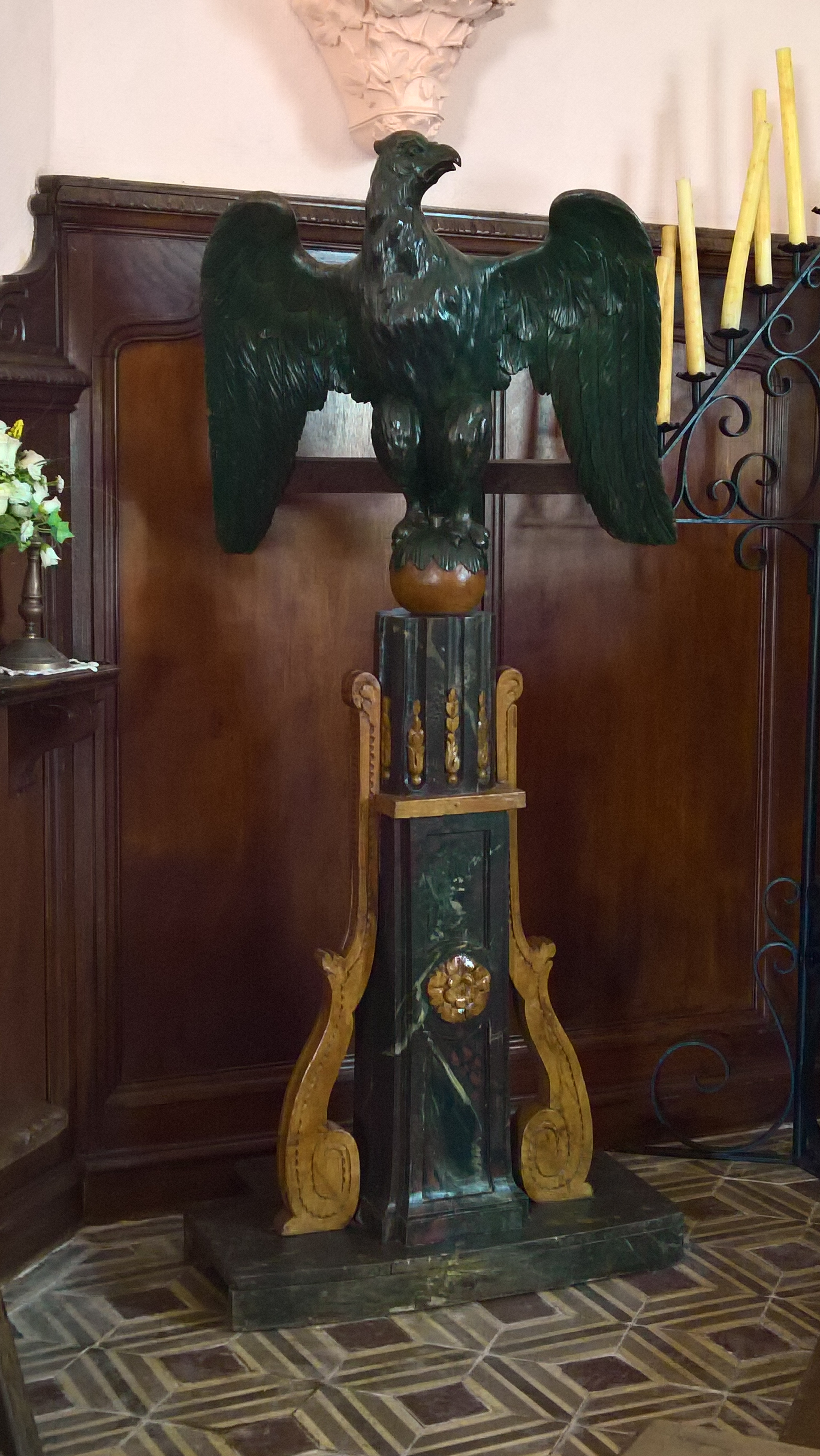
L'aigle-lutrin
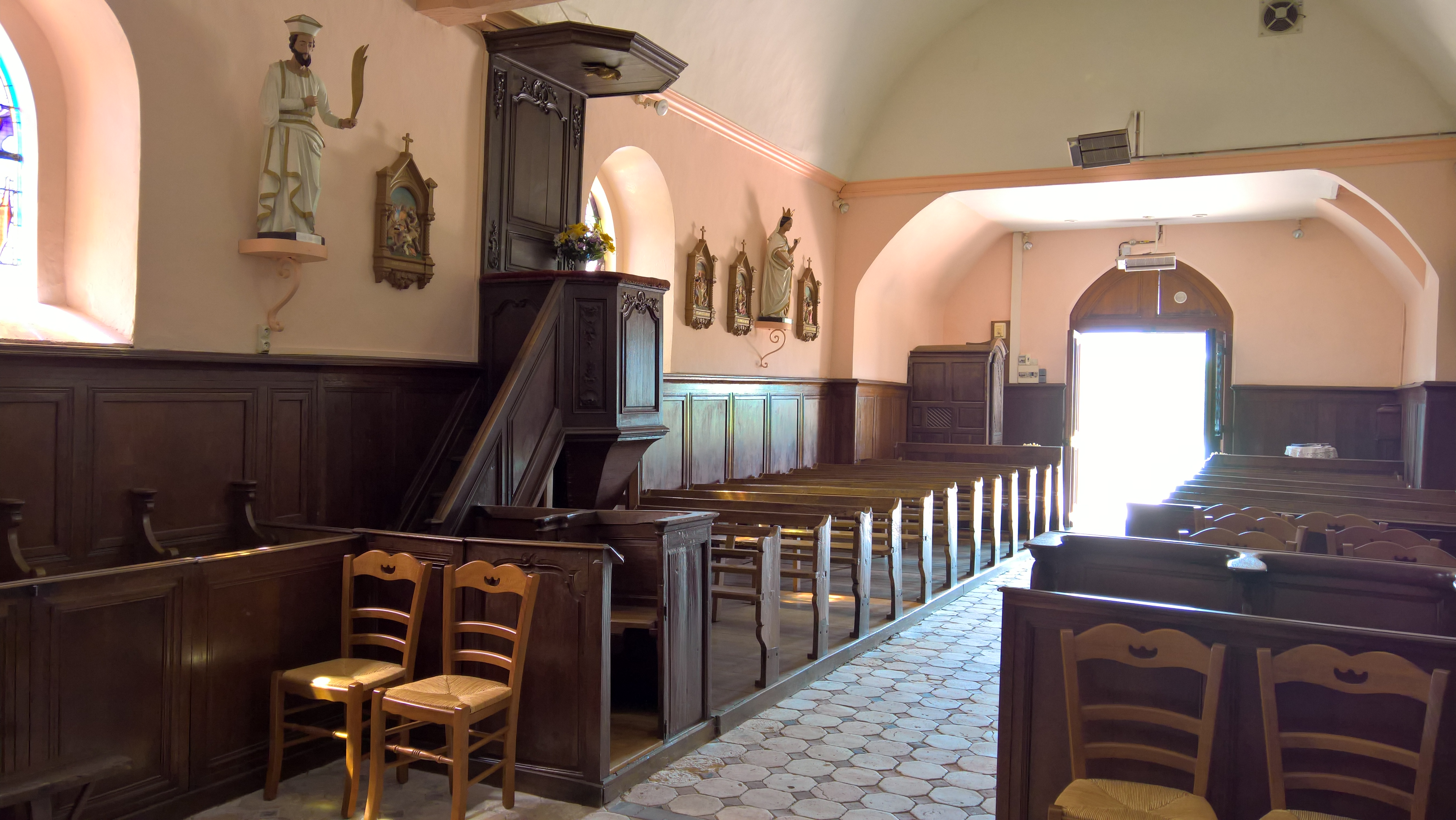
La nef et la chaire
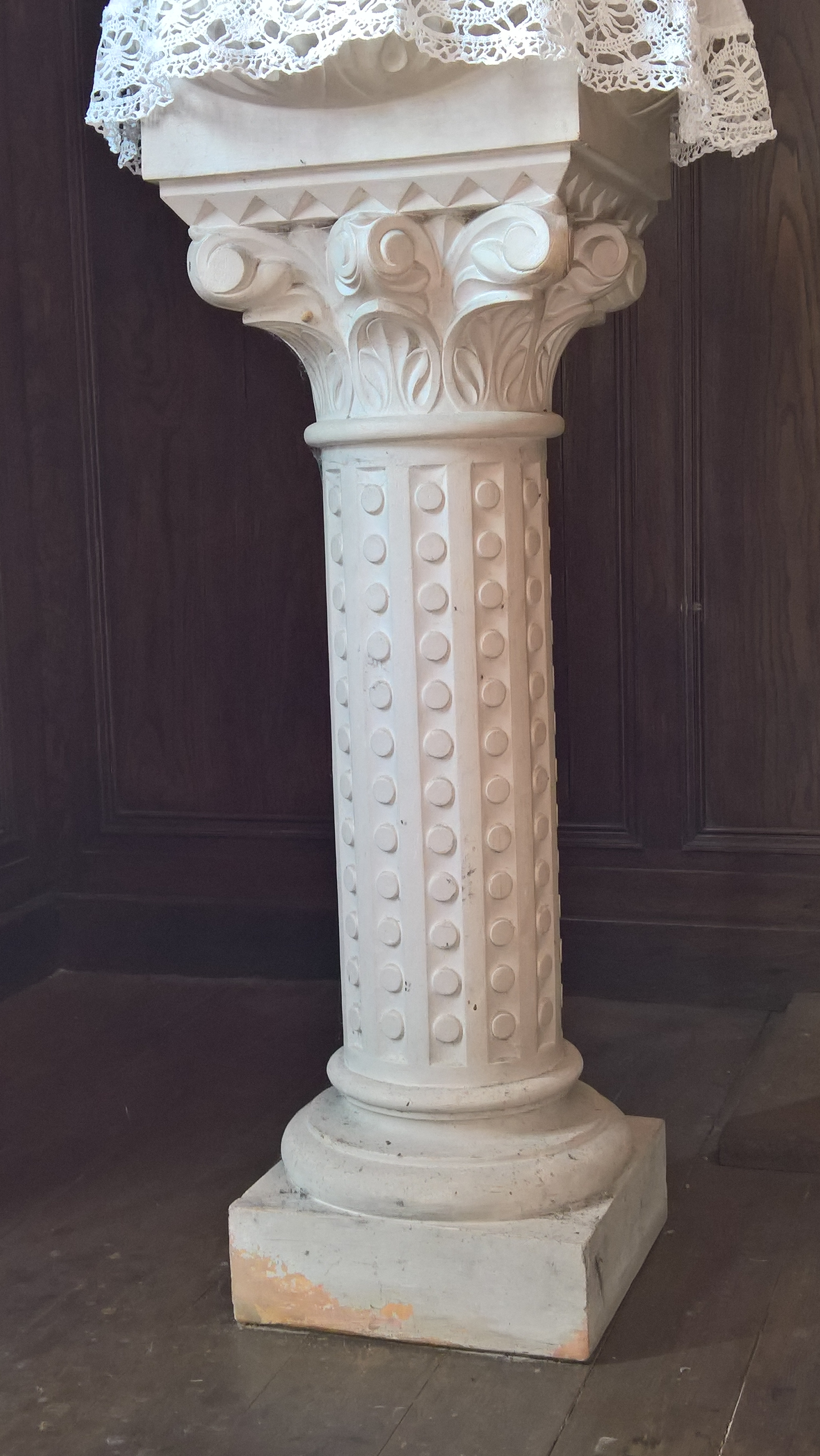
Fonts baptismaux
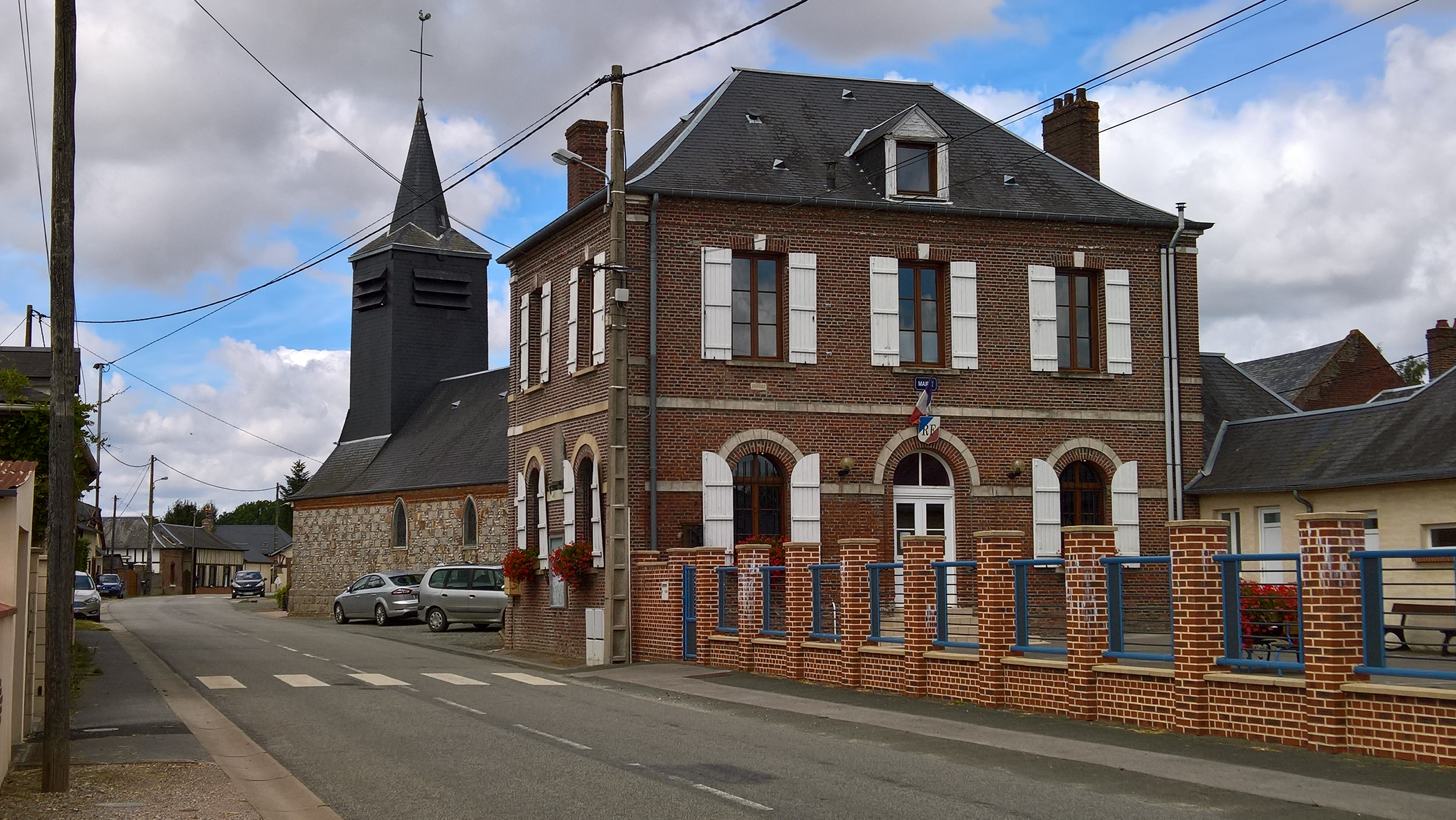
La mairie-école et la façade en carrés de silex de l'église

### Personnalités liées à la commune
- Ernest Vallé (1845-1920), avocat et un homme politique français, garde des Sceaux et ministre de la Justice (1902-1905), s'est marié à Broquiers[39] ;
- Étienne Weill-Raynal (1887-1982), homme politique français, possédait une maison de campagne à Broquiers[40] ;
- Albert Floch (1920-1999), résistant et Compagnon de la Libération, est décédé et inhumé à Broquiers.

### Héraldique
| Blason de Broquiers | Blason  | Parti: au 1er d'azur à deux palmes adossées d'or, surmontées d'une fleur de lys du même, au 2e d'argent à la croix pattée de gueules.                                                                                                   |
| Blason de Broquiers | Détails | Les deux palmes sont les attributs de saint Côme et de saint Damien, la fleur de lys vient du blason du département et la croix pattée rappelle la présence des Templiers. Création de Jean-François Binon adoptée par la municipalité. |